# Episodi de I Griffin (settima stagione)
La settima stagione de I Griffin è stata trasmessa originariamente negli USA dal 28 settembre 2008 al 17 maggio 2009 su Fox.
In Italia è stata trasmessa per la prima volta dall'11 al 26 marzo 2010, dal lunedì al venerdì alle ore 14:05 su Italia 1.
Gli episodi Il disco perduto, L'esperimento, Non tutti i cani vanno in Paradiso e Uno scrittore... in erba sono stati censurati nella fascia pomeridiana e trasmessi all'interno del segmento I Griffin V.M. a partire dal 13 al 27 maggio 2010, alle ore 00:15 circa su Italia 1.
Come nelle precedenti stagioni, sono state applicate diverse ulteriori censure, sia audio che video, durante la messa in onda degli altri episodi.
| N° | Codice di produzione | Titolo                             | Titolo originale               | Prima TV USA      | Prima TV Italia |
| -- | -------------------- | ---------------------------------- | ------------------------------ | ----------------- | --------------- |
| 1  | 6ACX03               | Essere galancani non paga          | Love, Blactually               | 28 settembre 2008 | 11 marzo 2010   |
| 2  | 6ACX05               | Il disco perduto                   | I Dream of Jesus               | 5 ottobre 2008    | 27 maggio 2010  |
| 3  | 6ACX08               | La macchina del tempo              | Road To Germany                | 19 ottobre 2008   | 12 marzo 2010   |
| 4  | 6ACX07               | Aiuto, ho dimenticato Stewie!      | Baby Not on Board              | 2 novembre 2008   | 15 marzo 2010   |
| 5  | 6ACX09               | Il nuovo Brian                     | The Man with Two Brians        | 9 novembre 2008   | 16 marzo 2010   |
| 6  | 6ACX10               | Ritorno sui banchi                 | Tales of a Third Grade Nothing | 16 novembre 2008  | 17 marzo 2010   |
| 7  | 6ACX11               | I soliti idioti                    | Ocean's Three and a Half       | 15 febbraio 2009  | 18 marzo 2010   |
| 8  | 6ACX12               | L'esperimento                      | Family Gay                     | 8 marzo 2009      | 20 maggio 2010  |
| 9  | 6ACX13               | Peter si è fatto un nuovo amico    | The Juice is Loose             | 15 marzo 2009     | 19 marzo 2010   |
| 10 | 6ACX14               | Lois, giornalista d'assalto        | FOX-y Lady                     | 22 marzo 2009     | 22 marzo 2010   |
| 11 | 6ACX17               | Non tutti i cani vanno in Paradiso | Not All Dogs Go to Heaven      | 29 marzo 2009     | 13 maggio 2010  |
| 12 | 6ACX16               | Uno scrittore... in erba           | 420                            | 19 aprile 2009    | 13 maggio 2010  |
| 13 | 6ACX18               | Oggi spopolo, domani chissà        | Stew-Roids                     | 26 aprile 2009    | 23 marzo 2010   |
| 14 | 6ACX19               | Brian innamorato                   | We Love You, Conrad            | 3 maggio 2009     | 24 marzo 2010   |
| 15 | 6ACX15               | Sulle tracce del passato           | Three Kings                    | 10 maggio 2009    | 25 marzo 2010   |
| 16 | 6ACX20               | Fondatore di Quahog                | Peter's Progress               | 17 maggio 2009    | 26 marzo 2010   |

## Essere galancani non paga
- Sceneggiatura: Mike Henry
- Regia: Cyndi Tang
- Messa in onda originale: 28 settembre 2008
- Messa in onda italiana: 11 marzo 2010

Brian incontra una ragazza di nome Carolyn e segue il consiglio di Stewie di andarci piano, con l'unico risultato di farla impazzire e finire tra le braccia di Cleveland. Brian fa tutto ciò che può per riaverla, anche se significa coinvolgere l'ex moglie di Cleveland, Loretta Brown. Il titolo originale dell'episodio, Love Blacktually, è un riferimento al film Love Actually - L'amore davvero del 2003.

## Il disco perduto
- Sceneggiatura: Brian Scully
- Regia: Mike Kim
- Messa in onda originale: 5 ottobre 2008
- Messa in onda italiana: 27 maggio 2010

Peter riesce a trovare un disco della sua canzone preferita, Surfin' Bird dei The Trashmen, una canzone così fastidiosa per il resto della famiglia da farla impazzire e portare Brian e Stewie a distruggere il disco. Peter così va al negozio di dischi per comprarne un'altra copia e qui scopre che Gesù è ritornato sulla Terra e lavora al negozio; da quel momento i due iniziano ad uscire insieme.

## La macchina del tempo
- Sceneggiatura: Patrick Meighan
- Regia: Greg Colton
- Messa in onda originale: 19 ottobre 2008
- Messa in onda italiana: 12 marzo 2010

Mort Goldman entra per sbaglio nella macchina del tempo costruita da Stewie e inizia a viaggiare nel tempo; Brian e Stewie lo seguono per riportarlo nella loro epoca. Quando scoprono di essere finiti nella Polonia del 1939, Stewie, Brian e Mort devono riuscire a nascondersi dai nazisti e trovare il modo di tornare nel presente.

## Aiuto, ho dimenticato Stewie!
- Sceneggiatura: Mark Hentemann
- Regia: Julius Wu
- Messa in onda originale: 2 novembre 2008
- Messa in onda italiana: 15 marzo 2010

Peter ottiene un approvvigionamento di benzina per un anno, così la famiglia ne approfitta per una gita al Grand Canyon. Prima di partire mentre Stewie è in macchina rientra in casa per dormire scoprendo ore dopo di essere rimasto solo in casa. Mentre la famiglia si trova a New York per onorare Ground Zero, Lois scopre di aver dimenticato il bambino. Così Peter chiama Cleveland e Quagmire per andare a controllare ma verranno storditi, legati da Stewie e lasciati in cantina a guardare il manuale d'istruzioni di DirecTV. Nel frattempo Peter si distrae alla guida guardandosi un film trasmesso da un'altra macchina e farà ribaltare la macchina. Successivamente alla stazione faranno l'autostop e si faranno riaccompagnare a casa.

## Il nuovo Brian
- Sceneggiatura: John Viener
- Regia: Dominic Bianchi
- Messa in onda originale: 9 novembre 2008
- Messa in onda italiana: 16 marzo 2010

Quando Peter si ferisce durante una versione di Jackass realizzata da lui stesso, quest'ultimo sta per affogare in acqua e Brian va a soccorrerlo ma ha un crampo alla schiena e tutti e due vengono salvati da Joe. I Griffin capiscono che forse Brian è diventato troppo vecchio (infatti, come spiegato da Lois, Brian ha 8 anni, equivalenti a 56 anni in anni "umani" che aumentano a 79 con il fatto che beve e fuma tutti i giorni) così Peter porta a casa un nuovo cane, spingendo Brian ad andarsene. Tutti sembrano amare il New Brian, eccetto Stewie, a cui non piace proprio il suo essere sempre felice. Quando il bambino scopre che il cane ha fatto cose sconce con il suo peluche, Rupert, Stewie uccide il nuovo cane fingendo che si sia suicidato e fa tornare Brian per poi lavare il peluche nella doccia piangendo.

## Ritorno sui banchi
- Sceneggiatura: Alex Carter
- Regia: Jerry Langford
- Messa in onda originale: 16 novembre 2008
- Messa in onda italiana: 17 marzo 2010

Peter fa di tutto per avere una promozione, ma per prima cosa deve terminare la terza elementare ed avere il diploma. Così Peter torna a scuola dove non porta buoni risultati ma quando scrive come giustificazione per non aver fatto i compiti "I compiti sono per i leccaculi" viene inserito nella gara di spelling per la complessità della parola leccaculi. Alla gara Peter arriva in finale con facilità poiché chiede se la parola richiesta può essere usata in un frase sconcia e vince con la parola "lesbiche". Frank Sinatra Jr. torna a Quahog e decide di comprare con Brian il Quahog Cabana Club e per renderlo una delle principali attrazioni della cittadina facendovi suonare musica dal vivo; Stewie, però, ha una sua idea personale sulle sorti del locale e la mette in atto realizzando pLace un night club che però chiuderà per via di Andy Dick.

## I soliti idioti
- Sceneggiatura: Cherry Chevapravatdumrong
- Regia: John Holmquist
- Messa in onda originale: 15 febbraio 2009
- Messa in onda italiana: 18 marzo 2010

Dopo che è rimasta incinta per sette anni, Peter convince finalmente Bonnie a partorire, e lei accetta per la felicità di Joe. Dà alla luce una bambina che chiama Susie, di cui Stewie si innamora a prima vista ed è deciso a fare di tutto per conquistarla. Intanto Joe si fa prestare 20.000 dollari da uno strozzino per pagare le cure mediche di Bonnie e programma di rapinare Carter Pewterschmidt per estinguere il suo debito.

## L'esperimento
- Sceneggiatura: Richard Appel
- Regia: Brian Iles
- Messa in onda originale: 8 marzo 2009
- Messa in onda italiana: 20 maggio 2010

Peter compra un cavallo con l'intenzione di farci dei soldi nelle corse all'ippodromo. Peccato, purtroppo, che il cavallo è cerebroleso, quindi alla sua prima corsa combina un disastro, distruggendo le tribune e uccidendo diverse persone, prima di morire a sua volta di infarto. La famiglia Griffin si trova a dover pagare $100000 di danni, quindi Peter trova un secondo lavoro: accetta di subire iniezioni in cui gli sono somministrati vari geni, fino a che non gli viene somministrato il gene gay, diventando omosessuale ed effeminato. Dopo essere tornato a casa, la nuova personalità di Peter viene apprezzata dal resto della famiglia (a parte Stewie che esprime a Brian la propria insofferenza per la situazione), ma presto nemmeno Lois è soddisfatta quando si rende conto che il marito non la trova più attraente, per poi presentare a tutti Scott, il suo nuovo fidanzato. Peter lascia la famiglia andando a vivere con il suo nuovo compagno, lasciando Lois nella tristezza più totale, quindi Brian, nel disperato tentativo di rendere felice la donna che ama, accetta di andare contro i propri principi e, sotto consiglio di Stewie, di portare Peter in un campo di conversione. Scoperta la cosa, Lois, che non vuole obbligare Peter a cambiare in questo modo, si precipita a prenderlo per riportarlo da Scott. I due uomini si riuniscono, ma il gene gay smette di funzionare proprio mentre i due sono impegnati in un'orgia con 9 altri ragazzi. Peter torna quello di prima e, schifato, torna dalla sua famiglia, dove nessuno dovrà mai più parlare di quello che è successo nelle precedenti due settimane e mezza.
Durante l'episodio viene spesso suggerito che l'atteggiamento insofferente di Stewie verso gli omosessuali nasconda, in realtà, un rifiuto del proprio orientamento sessuale.

## Peter si è fatto un nuovo amico
- Sceneggiatura: Andrew Goldberg
- Regia: Cyndi Tang
- Messa in onda originale: 15 marzo 2009
- Messa in onda italiana: 19 marzo 2010

Peter trova un biglietto vincente di una lotteria del 1989 e vince una partita di golf con O.J. Simpson. Quando diventa amico di Simpson e lo porta a casa per fargli conoscere la sua famiglia, gli abitanti di Quahog non ne sono molto entusiasti e cercano di cacciarlo dalla città.
Nota: In questo episodio si vede Bonnie Swanson incinta tra la folla inferocita, l'episodio in questione risale ad un fatto avvenuto nel 2007, quindi antecedente alla puntata "I Soliti Idioti" dove Bonnie partorisce, e soprattutto antecedente all'arresto di O.J. Simpson per rapina a mano armata.

## Lois, giornalista d'assalto
- Sceneggiatura: Matt Fleckenstein
- Regia: Pete Michels
- Messa in onda originale: 22 marzo 2009
- Messa in onda italiana: 22 marzo 2010

Lois ottiene un lavoro a Fox News e deve pubblicare uno scoop su Michael Moore, ma viene sollevata dall'incarico quando la storia implica anche Rush Limbaugh. Intanto Peter approfitta del lavoro di Lois per creare un suo cartone, e quando lo presenta al Presidente della Fox questi ne rimane entusiasta ma poi rinuncia alla trasmissione (perché il presidente voleva cambiare il naso del protagonista con una prugna, anche se poi aveva ritrattato senza cambiare niente) e la sua serie animata viene sostituita dallo show di Fred Savage, scoperto da Brian e Lois essere l'uomo che impersonifica Moore, Limbaugh ed altri personaggi dello spettacolo.

## Non tutti i cani vanno in paradiso
- Sceneggiatura: Danny Smith
- Regia: Greg Colton
- Messa in onda originale: 29 marzo 2009
- Messa in onda italiana: 13 maggio 2010

Durante una convention di Star Trek: The Next Generation, Meg prende gli orecchioni per essersi avvicinata ad un uomo affetto da questa malattia. Mentre è a letto, guarda un programma sulla cristianità e diventa una cristiana convinta, cercando pure di convertire Brian dall'ateismo. Intanto Stewie è furioso per non aver potuto porre una domanda al cast di Star Trek: The Next Generation durante la convention, così rapisce tutti gli attori e li obbliga a uscire con lui.
Il titolo è un riferimento al film d'animazione del 1989 Charlie - Anche i cani vanno in paradiso (All Dogs Go to Heaven).

## Uno scrittore... in erba
- Sceneggiatura: Patrick Meighan
- Regia: Julius Wu
- Messa in onda originale: 19 aprile 2009
- Messa in onda italiana: 13 maggio 2010

Dopo che Brian viene arrestato per possesso di droga, lui lancia una campagna per legalizzare la marijuana. Il sindaco Adam West approva una legge al riguardo e molti cittadini cominciano a farne uso. Brian tuttavia si viene a trovare nella condizione di manifestare per renderla nuovamente illegale, ed il sindaco accoglie nuovamente la proposta.

## Oggi spopolo, domani chissà
- Sceneggiatura: Alec Sulkin
- Regia: Jerry Langford
- Messa in onda originale: 26 aprile 2009
- Messa in onda italiana: 23 marzo 2010

Dopo essere stato picchiato da Susie, la figlia di Joe, Peter porta Stewie in una palestra e gli inietta una dose di steroidi per renderlo più forte. Nel frattempo Chris comincia a frequentarsi con Connie D'Amico, la ragazza più popolare della sua scuola. Più tardi Chris prenderà il suo posto e Connie viene esclusa da tutti, chiede aiuto a Meg e insieme riescono ad umiliare Chris davanti a tutti i ragazzi.

### Curiosità
La scena in cui Chris balla nudo con un foulard addosso prende spunto dal personaggio di Jame Gumb nel film Il silenzio degli innocenti.

## Brian innamorato
- Sceneggiatura: Cherry Chevapravatdumrong
- Regia: John Holmquist
- Messa in onda originale: 3 maggio 2009

- Messa in onda italiana: 24 marzo 2010

Quando Brian scopre che Jillian, la donna che ama, sta per sposarsi, affonda la propria preoccupazione nell’alcool. Il mattino dopo, si sveglia con più di una semplice sbronza, e quando scopre di aver dormito con la star di “The Hills”, Lauren Conrad, vuole semplicemente scappare e dimenticare l’intera faccenda. Quando però Brian scopre che Lauren non è per niente come viene fatta vedere in televisione, crede che forse ha trovato la sua donna ideale, se solo fosse pronto a lasciar andare Jillian.

## Sulle tracce del passato
- Sceneggiatura: Alec Sulkin
- Regia: Dominic Bianchi
- Messa in onda originale: 10 maggio 2009
- Messa in onda italiana: 25 marzo 2010

Peter immagina i suoi amici e la sua famiglia in tre diversi film tratti da opere di Stephen King.
- Stand by Me - Ricordo di un'estate
I dodicenni Peter, Quagmire, Cleveland e Joe compiono un viaggio lungo una ferrovia alla scoperta di se stessi.

- Misery non deve morire
Brian viene ferito durante un grave incidente d'auto e viene "salvato" dal suo "fan numero uno", Stewie.

- Le ali della libertà
Cleveland e Peter si conoscono e diventano amici in carcere.

## Fondatore di Quahog
- Sceneggiatura: Wellesley Wild
- Regia: Brian Iles
- Messa in onda originale: 17 maggio 2009
- Messa in onda italiana: 26 marzo 2010

Peter viene a sapere dalla cugina giamaicana di Cleveland, Madame Claude - una sensitiva - di aver avuto un'affascinante vita passata come Griffin Peterson, un gentiluomo dignitoso che stava per sposare Lady Ciufforosso (Lois). Ma il re d'Inghilterra, Re Stewart (Stewie), se ne innamora, e il giorno del matrimonio rapisce Griffin portandolo su una nave e sposa la donna. Nel frattempo Peterson fonda in America una città, Quahog. In Inghilterra, Stewart rimanda sempre il momento del sesso con Ciufforosso che scopre dal giullare (Brian) che Griffin non è morto e raggiunge l'uomo (che intanto si era sposato con una concittadina, Meg). Dopo aver "divorziato" da sua moglie (uccidendola), Peterson sposa Ciufforosso ma Stewart (che neanche si era accorto della fuga della donna) irrompe nella cittadina con i soldati e sfida a duello Peterson, che però preferisce in una gara di talenti dove vince esibendosi in un concerto in stile anni ottanta.